# Татуювання: Історія шрамів
Татуювання: Історія шрамів (англ. Tattoos: A Scarred History) — британський документальний фільм 2009 року.

## Сюжет
Фільм розповідає про наукові дослідження в галузі вивчення татуювань. Вчені досліджували культуру і природу татуювань, спробували визначити, що рухає людьми, які хочуть нанести собі ту чи іншу прикрасу на шкіру.

## У ролях
- Девід Керрадайн
- Джулі Бенц
- Ана Матронік
- Сусіла Піллай
- Джейсон Мьюз
- Самппа фон Сайборг
- Грег Гранберг
- Денні Дайер
- Макензі Крук
- Ворвік Девіс
- Бред Дуріф
- Спайкі Боб
- Люсі Бересфорд
- Гуннар Хансен
- Даррін Лайонс
- Зандра Родос
- Шоуні Сміт
- Том Савіні
- Стів Нілс
- Нік Ходжсон
- Нік Бейнс
- Біллі Бойд
- Дерек Акора
- Маршалл Белл
- Даг Бредлі
- Джо Кальзаге
- Кортні Гейнс
- Мік Фолі
- Удо Кір
- Джон Лендіс
- Стівен Маркус
- Піт Постлетвайт
- Леслі Філліпс
- Гордон Ремсі